# 磁感应强度
| 名称 | 磁感强度                   |
| 符号 | {\displaystyle {\vec {B}}} |
| 单位 | T                          |

磁感应强度也被称为磁通量密度或磁通密度，是一个表示贯穿一个标准面积的磁通量的物理量，其符号是{\displaystyle B}。其國際單位制導出單位为特斯拉（T）；在高斯單位制中，单位为高斯（G或Gs）。
此物理量也常被稱為磁場，例如在核磁共振、磁振造影等領域，此命名歧異參見磁場。

## 定义
在电磁学中，磁感应强度等于一根长{\displaystyle l}，电流大小為 {\displaystyle I} 的导体，在一个磁场中所受的力{\displaystyle F}大小，与 「{\displaystyle I} 及 {\displaystyle l} 的乘积」之比值，其中电流必须与磁场线垂直：
{\displaystyle B={\frac {F}{I\cdot l}}}
{\displaystyle {\vec {B}}=\mu \cdot {\vec {H}}}
在这里
{\displaystyle {\vec {H}}}是磁场强度，
{\displaystyle \mu }是磁导率。
{\displaystyle {\vec {B}}}是一个矢量，它的指向与磁力线的方向相同。
按照國際单位制磁感应强度的单位是特斯拉，其符号为：
{\displaystyle \left[B\right]=1\,{\mathrm {N}  \over \mathrm {Am} }=1\,{\mathrm {Nm}  \over \mathrm {Am^{2}} }=1\,{\mathrm {J}  \over \mathrm {Am^{2}} }=1\,{\mathrm {Ws}  \over \mathrm {Am^{2}} }=1\,{\mathrm {Vs}  \over \mathrm {m^{2}} }=1\,\mathrm {T} }
磁感应强度还有一个过时的单位：高斯，其符号为：1 T = 10000 G。这个符号在技术设施中还广泛使用。
电流强度为{\displaystyle I}、圈数为{\displaystyle N}、长度为{\displaystyle l}、磁导率为{\displaystyle \mu }的线圈的磁感应强度为：
{\displaystyle B=\mu \cdot {\frac {N}{l}}\cdot I}
磁感应强度与磁通量之间的关系是：
{\displaystyle {\Phi }=\int {\vec {B}}\cdot {\rm {{}d{\vec {A}}}}}
至今为止没有观察到任何磁单极，也就是说所有的磁力线均是封闭的。这个现象可以用以下这个公式来表达出来：
{\displaystyle \oint {\vec {B}}\cdot {\rm {{}d{\vec {A}}=0}}}
使用霍尔效应传感器可以测量一个磁场的磁感应强度。